# Agalinis setacea
Agalinis setacea är en snyltrotsväxtart som först beskrevs av Thomas Walter, och fick sitt nu gällande namn av Constantine Samuel Rafinesque. Agalinis setacea ingår i släktet Agalinis och familjen snyltrotsväxter. Inga underarter finns listade i Catalogue of Life.